# Listă de cărți: G
Lista cărți: A - Ă - B - C - D - E - F - G - H - I - Î - J - K - L - M - N - O - P - Q - R - S - Ș - T - Ț - U - V - W - X - Y - Z
- Gazda de Stephenie Meyer (2008)
- Geschichte Polens de Gotthold Rhode, (Istoria Poloniei) (1965)
- Gesturi aproximative de Petruț Pârvescu (2003)
- Goana după meteor de Jules Verne (1908)
- Gorila de Liviu Rebreanu (1938)
- Groapa de Eugen Barbu (1957)